# Culicoides furens
Culicoides furens är en tvåvingeart som först beskrevs av Felipe Poey 1853.  Culicoides furens ingår i släktet Culicoides och familjen svidknott. Inga underarter finns listade i Catalogue of Life.